# Joseph Frank (Mediziner)

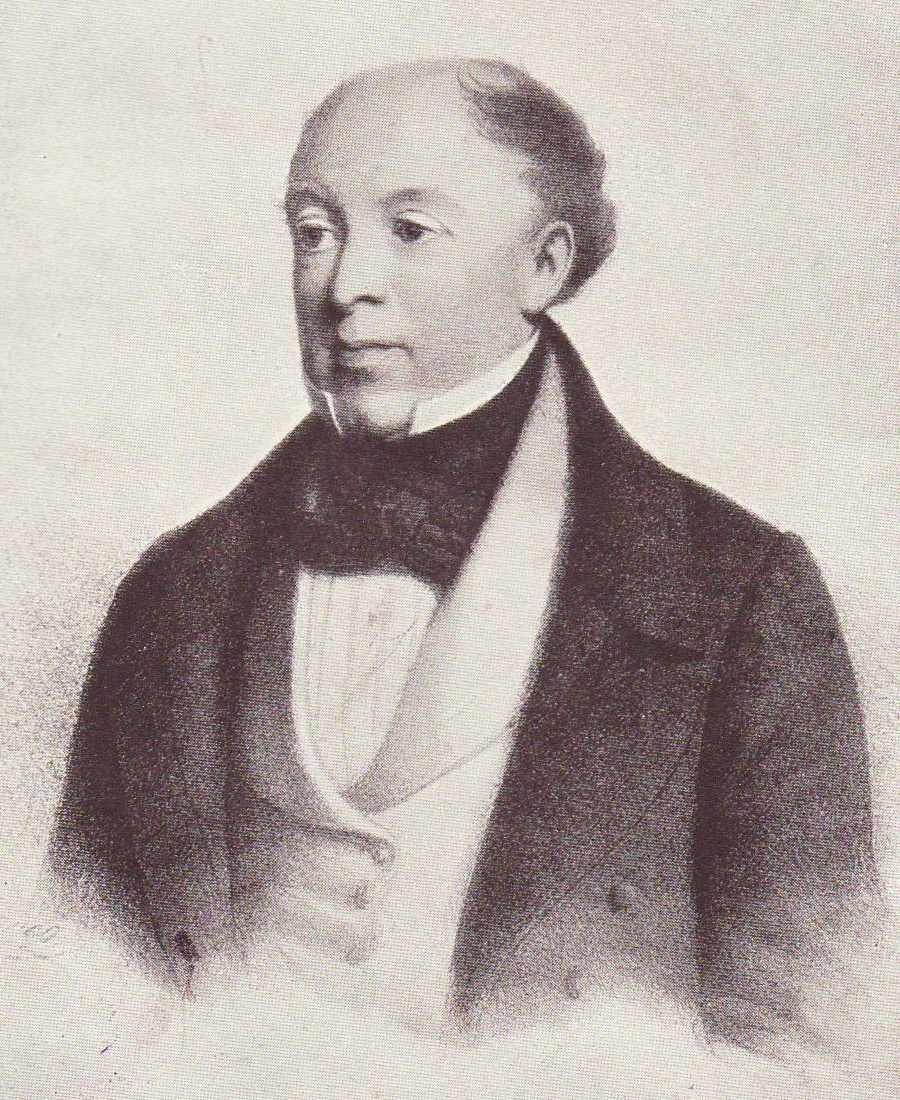
Joseph Frank (1771–1842)

Joseph Frank (* 23. Dezember 1771 in Rastatt, Markgrafschaft Baden; † 18. Dezember 1842 in Como, Kaisertum Österreich) war ein deutscher Mediziner und Professor für Pathologie im Zeitalter der Französischen Revolution und der Napoleonischen Ära. Er zählt zu den einflussreichsten Fürsprechern der medizinischen Reformbewegung des Brownianismus, von dem er sich später allerdings distanzierte.

## Leben
Joseph Frank war der älteste Sohn des Begründers der öffentlichen Hygiene Johann Peter Frank. Die erste Phase seiner Karriere ist durch eine enge Zusammenarbeit mit dem weithin renommierten Vater geprägt. Nach dem Studium an der Universität Pavia bei Lazzaro Spallanzani, Alessandro Volta und dem Mediziner Antonio Scarpa, das er im Juni 1791 abschloss, arbeitete er als Assistent im dortigen, von seinem Vater seit 1785 geleiteten Krankenhaus und als Repetitor. Als der Vater 1795 Professor am  Allgemeinen Krankenhaus in Wien wurde, übernahm Joseph die Klinik in Pavia und als außerordentlicher Professor auch dessen Kurse.
Joseph Frank hatte ein starkes Interesse an der Lehre des schottischen Arztes und Neurophysiologen John Brown, die der seit 1796 als Professor für Pathologie in Pavia tätige Giovanni Rasori in Italien verbreitete. Auf der Suche nach einer Alternative zur klassischen Humoralpathologie und den mechanischen Konzepten des von Robert Hooke und Robert Boyle geprägten Körperverständnisses hatte Brown eine Erregungstheorie entwickelt. Dieser zufolge befindet sich ein gesunder Mensch im Zustand mittelmäßiger  „Erregbarkeit“ (excitability). Bei übermäßiger Erregbarkeit (Sthenie) oder aber mangelhafter Erregbarkeit (Asthenie) komme es daher zur Erkrankung. Im ersten Fall verwende man nun sedierende Theraphien, im zweiten Fall stimulierende Mittel.
1797 publizierte Frank eine Schrift über die „Heilart in der klinischen Lehranstalt zu Pavia“. Die 89 Seiten lange Vorrede seines Vaters, der zwar hier und dort Abstand zum Brownianismus hält, seinen Sohn aber mit Lobpreisungen überschüttet, kam der Rezeption des Buches wie auch dem Ansehen der Lehren Browns zugute.
Kurz bevor Napoleons Truppen in Pavia einzogen und die Universität geschlossen wurde, ging Joseph Frank ebenfalls nach Wien. 1802 unternahm er eine „wissenschaftliche Reise“ nach Paris, London und anderen Orten Großbritanniens, wo er Hospitäler und wissenschaftliche Institutionen inspizierte und führenden Ärzten und politischen Figuren (u. a. Napoleon Bonaparte) begegnete. In Edinburgh stellte er fest, dass Browns Konzeption nicht mehr in die Zeit passte und nahezu vergessen worden war. In der klinischen Praxis hatte sich herausgestellt, dass man mit der Reduktion auf wenige Diagnose- und Therapiekategorien der komplexen Realität der Krankheiten nicht beikam. Zwar veröffentlichte Frank 1803 einen „Grundriss der Pathologie nach den Gesetzen der Erregungstheorie“, doch im Laufe seiner weiteren Karriere entfernte er sich nach und nach vom Brownianismus.
Franks  Bericht über diese „Reise nach Paris, London, und einem großen Theile des übrigen Englands und Schottlands“ (1804) ist eine Fundgrube für Informationen über zeitgenössische Hospitale, Lehranstalten und Persönlichkeiten. Zu diesem Zeitpunkt war er, wie die Angaben im Titelblatt zeigen, Lehrer für Pathologie und Allgemeine Therapie an der Kaiserlich-Russischen Universität Vilnius (Litauen) und Mitglied bzw. korrespondierendes Mitglied einer Reihe angesehener wissenschaftlicher Gesellschaften.
1804 erhielt sein Vater Johann Peter eine Einladung des Rektors der Universität Vilnius. Während des zehnmonatigen Aufenthaltes richtete er eine Klinik ein und arbeitete einen Reformplan für die Medizinische Fakultät aus. Als er nach St. Petersburg ging und für kurze Zeit Leibarzt des russischen Zaren Alexander I. wurde, übernahm Joseph die Klinik und die Abteilung für Pathologie. In seinen Vorlesungen nutzte er ein Werk des Vaters („De curandis hominum morbis epitome“) und die „Institutionum medicinae practicae“ von Giovanni Battista Borsieri. In den von 1808 bis 1812 herausgegebenen „Acta Instituti Clinici“ löste er sich endgültig von Browns Konzepten, die ihm nunmehr als Fessel erscheinen.
In England hatte Frank die Gründung der Royal Jennerian Society (1803) erlebt, die die Ausmerzung der Pocken durch die noch neue Vakzination anstrebte. 1808 gründet er in Vilnius ein Impfinstitut, eines der ersten seiner Art in Europa.
Die Erlebnisse in Paris hatten ihn sehr skeptisch hinsichtlich der Auswirkung der Revolution und der Umsetzung ihrer Ideale gemacht. Die 1814 publizierte polemische Abhandlung über den Einfluss der Französischen Revolution auf die Medizin zeigt einen ernüchterten konservativen Geist. Der Ruin vieler Universitäten, der Zusammenbruch des Buchhandels, der Tod vieler guter Ärzte, der Zusammenbruch der ärztlichen Korrespondenz über die Landesgrenzen hinweg, das vermehrt spekulative Denken, die wirtschaftliche Krise und anderes mehr überschatteten seiner Ansicht nach die wenigen guten Seiten. Zu letzterer zählte er die Einführung der Physik in die Medizin, die Gründung experimenteller Kliniken, in denen man neue Methoden und Heilmittel untersuchte, sowie die Fortschritte in der bis dato als minderrangig geltenden Chirurgie und deren Vereinigung mit der Medizin.
1824 trat er wegen eines Augenleidens in den Ruhestand. Er starb im italienischen Como.

## Werke
- Frank, Joseph: Heilart in der klinischen Lehranstalt zu Pavia. Mit einer Vorrede von Johann Peter Frank. Aus dem Lateinischen, mit praktischen Bemerkungen von Friedrich Schäfer. Wien: Camesina, 1797. (Übersetzung von: Ratio instituti clinici Ticiensis a mense Ianuario usque ad finem Iunii anni 1795 (Digitalisat))
- Frank, Joseph: Erläuterungen der Brownischen Arzneilehre. Claß, Heilbronn am Neckar 1797 (Digitalisat) 2. überarbeitete Auflage, Claß, Heilbronn 1803 (Digitalisat)
- Handbuch der Toxicologie oder der Lehre von Giften und Gegengiften. Nach Grundsätzen der Brownschen Arzneylehre und der neuern Chemie bearbeitet von Joseph Frank, Primararzte im allgemeinen Krankenhause in Wien, vorher außerordentlicher Lehrer der praktischen Heilkunde zu Pavia. Schaumburg, Wien 1800 (Digitalisat)
  - Manuel de toxicologie, ou, doctrine des poisons et de leurs antidotes A. A. Bruers, Anvers 1803 (Digitalisat)
  - Manuale di tossicologia, ossia di dottrina di veleni e contravveleni. Luigi Mussi, Parma 1804 (Digitalisat)
- Frank, Joseph: Anleitung zur Kenntnis und Wahl des Arztes für Nichtärzte. Schaumburg, Wien 1800 (Digitalisat)
- Frank, Joseph (Hrsg.): Gesundheits Taschenbuch von einer Gesellschaft Wiener Ärzte. K. Schaumburg, Wien
  - für das Jahr 1801 (Digitalisat)
  - für das Jahr 1802 (Digitalisat)
- Frank, Joseph: Reise nach Paris, London, und einem großen Theile des übrigen Englands und Schottlands in Beziehung auf Spitäler, Versorgungshäuser, übrige Armen-Institute, medizinische Lehranstalten, und Gefängnisse. Wien: Camesianische Buchhandlung, Band I 1804 (Digitalisat) Band II 1805 (Digitalisat)
- Joseph Frank's Grundriss der Pathologie nach den Gesetzen der Erregungstheorie; Mit erläuternden Zusätzen und Anmerkungen nach seinen Vorlesungen bearbeitet. Wien: Doll, 1803.
- Frank, Josephus: Acta Instituti clinici Caesareae Universitatis Vilnensis. Lipsiae: Schaefer, 1808–1812.
  - Annus primus 1808 (Digitalisat)
  - Annus tertius, quartus, quintus et sextus 1812 (Digitalisat)
- Frank, Joseph: De l'influence de la Révolution française sur des objets relatifs à la médecine pratique. Vilna: Zawadzki, 1814 (Digitalisat)
- Frank, Iosepho: Praxeos Medicæ Universæ Præcepta. Lipsiae: Kuehn, 1811–1843
  - Partis primae Volumen primum, continens Prolegomena, Doctrinam de febribus atque de inflammationibus generalem. 1811  (Digitalisat)
  - Partis secundae Volumen primum, Sectio prima, continens Doctrinam de morbis systematis nervosi in genere, et de iis cerebri in specie. 1818  (Digitalisat)
  - Partis secundae Volumen primum, Sectio secunda, continens Doctrinam de morbis columnae vertebralis, singulorum nervorum aliisque ex variis systematis nervosi partibus ortum habentibus nec non oculorum, aurium, narium et cavitatum nasalium. 1821 (Digitalisat)
  - Partis secundae Volumen secundum, Sectio prima, continens  Doctrinam de morbis laryngis, tracheae et corporis thyreoidei, thecae thoracicae, pleurae, mediastini, thymi et pulmum. 1823 (Digitalisat)
  - Partis secundae Volumen secundum, Sectio secunda, continens doctrinam de morbis diaphragmatis, pericardii, cordis, arteriarum, vebarum et animi deliquiorum. 1824 (Digitalisat)